# Circuito Mundial de Voleibol de Praia de 1997
O Circuito Mundial de Voleibol de Praia de 1997 foi a décima primeira edição das séries internacionais de vôlei de praia organizadas pela Federação Internacional de Voleibol (FIVB) para a variante masculina e a sexta edição para o naipe feminino. Para a edição 1997, o Circuito incluiu 10 torneios Open para o naipe masculino e 8 torneios Open para a variante feminina, além da primeira edição do Campeonato Mundial de Vôlei de Praia para ambos os naipes.

## Calendário

### Feminino
| Torneio                                                                          | Ouro                                    | Prata                                    | Bronze                                                                     | Quarto lugar                                |
| Aberto do Rio de Janeiro Rio de Janeiro, Brasil De 13 a 16 de fevereiro de 1997. | BrasilMônica Rodrigues · Adriana Samuel | Estados UnidosLisa Arce · Holly McPeak   | BrasilSandra Pires · Jacqueline Silva                                      | BrasilAdriana Behar · Shelda Bedê           |
| Aberto de Melbourne Melbourne, Austrália De 13 a 16 de março de 1997.            | BrasilSandra Pires · Jacqueline Silva   | BrasilAdriana Behar · Shelda Bedê        | Estados UnidosLisa Arce · Holly McPeak                                     | Estados UnidosKarrie Poppinga · Angela Rock |
| Aberto de Pescara Pescara, Itália De 4 a 6 de julho de 1997.                     | Estados UnidosLisa Arce · Holly McPeak  | BrasilAdriana Behar · Shelda Bedê        | BrasilSandra Pires · Jacqueline Silva                                      | Estados UnidosBarbra Fontana · Nancy Reno   |
| Aberto de Marseille Marseille, França De 24 a 26 de julho de 1997.               | BrasilAdriana Behar · Shelda Bedê       | Estados UnidosLisa Arce · Holly McPeak   | BrasilMônica Rodrigues · Adriana Samuel                                    | AustráliaNatalie Cook · Kerri Pottharst     |
| Aberto de Espinho Espinho, Portugal De 1 a 3 de agosto de 1997.                  | BrasilMônica Rodrigues · Adriana Samuel | BrasilAdriana Behar · Shelda Bedê        | BrasilSandra Pires · Jacqueline Silva                                      | Estados UnidosLiz Masakayan · Elaine Youngs |
| Aberto de Osaka Osaka, Japão De 8 a 10 de agosto de 1997.                        | BrasilMônica Rodrigues · Adriana Samuel | AlemanhaMaike Friedrichsen · Danja Müsch | BrasilAdriana Behar · Shelda Bedê                                          | BrasilSandra Pires · Jacqueline Silva       |
| Aberto de Pulsan Pulsan, Coreia do Sul De 15 a 17 de agosto de 1997.             | Estados UnidosLisa Arce · Holly McPeak  | BrasilMônica Rodrigues · Adriana Samuel  | AustráliaNatalie Cook · Kerri Pottharst                                    | BrasilAdriana Behar · Shelda Bedê           |
| Campeonato Mundial Los Angeles, Estados Unidos De 10 a 13 de setembro de 1997.   | BrasilSandra Pires · Jacqueline Silva   | Estados UnidosLisa Arce · Holly McPeak   | BrasilAdriana Behar · Shelda Bedê Estados UnidosKarolyn Kirby · Nancy Reno | Não houve                                   |
| Aberto de Salvador Salvador, Brasil De 30 de outubro a 2 de novembro de 1997.    | BrasilAdriana Behar · Shelda Bedê       | Estados UnidosLisa Arce · Holly McPeak   | BrasilSandra Pires · Jacqueline Silva                                      | BrasilMônica Rodrigues · Adriana Samuel     |

### Masculino
| Torneio                                                                          | Ouro                                              | Prata                                             | Bronze                                                                                      | Quarto lugar                                      |
| Aberto do Rio de Janeiro Rio de Janeiro, Brasil De 20 a 23 de fevereiro de 1997. | BrasilZé Marco · Emanuel Rego                     | BrasilEduardo Bacil "Anjinho" · José Loiola       | CanadáJody Holden · Conrad Leinemann                                                        | AustráliaJulien Prosser · Lee Zahner              |
| Aberto de Berlin Berlin, Alemanha De 4 a 6 de julho de 1997.                     | BrasilZé Marco · Emanuel Rego                     | BrasilRogério Ferreira "Pará" · Guilherme Marques | NoruegaJan Kvalheim · Bjørn Maaseide                                                        | BrasilPaulo Moreira "Paulão" · Paulo Emílio Silva |
| Aberto de Lignano Lignano Sabbiadoro, Itália De 18 a 20 de julho de 1997.        | ArgentinaMartín Conde · Eduardo Martínez          | BrasilZé Marco · Emanuel Rego                     | NoruegaJan Kvalheim · Bjørn Maaseide                                                        | BrasilRoberto Lopes · Franco Neto                 |
| Aberto de Marseille Marseille, França De 25 a 27 de julho de 1997.               | BrasilRogério Ferreira "Pará" · Guilherme Marques | BrasilZé Marco · Emanuel Rego                     | AustráliaJulien Prosser · Lee Zahner                                                        | PortugalJoão Brenha · Miguel Maia                 |
| Aberto de Klagenfurt Klagenfurt, Áustria De 1 a 3 de agosto de 1997.             | BrasilZé Marco · Emanuel Rego                     | AlemanhaJörg Ahmann · Axel Hager                  | BrasilPaulo Moreira "Paulão" · Paulo Emílio Silva                                           | CanadáJohn Child · Mark Heese                     |
| Aberto de Espinho Espinho, Portugal De 8 a 10 de agosto de 1997.                 | NoruegaJan Kvalheim · Bjørn Maaseide              | BrasilRoberto Lopes · Franco Neto                 | CanadáJohn Child · Mark Heese                                                               | ArgentinaMartín Conde · Eduardo Martínez          |
| Aberto de Ostende Ostende, Bélgica De 15 a 17 de agosto de 1997.                 | BrasilZé Marco · Emanuel Rego                     | ArgentinaMartín Conde · Eduardo Martínez          | BrasilPaulo Moreira "Paulão" · Paulo Emílio Silva                                           | NoruegaJan Kvalheim · Bjørn Maaseide              |
| Aberto de Alanya Alanya, Turquia De 29 a 31 de agosto de 1997.                   | BrasilPaulo Moreira "Paulão" · Paulo Emílio Silva | BrasilRogério Ferreira "Pará" · Guilherme Marques | BrasilZé Marco · Emanuel Rego                                                               | BrasilRoberto Lopes · Franco Neto                 |
| Aberto de Tenerife Tenerife, Espanha De 4 a 7 de setembro de 1997.               | NoruegaJan Kvalheim · Bjørn Maaseide              | ArgentinaMartín Conde · Eduardo Martínez          | BrasilZé Marco · Emanuel Rego                                                               | Suíça Martin Laciga · Paul Laciga                 |
| Campeonato Mundial Los Angeles, Estados Unidos De 10 a 13 de setembro de 1997.   | BrasilRogério Ferreira "Pará" · Guilherme Marques | Estados UnidosCanyon Ceman · Mike Whitmarsh       | Estados UnidosDain Blanton · Kent Steffes BrasilPaulo Moreira "Paulão" · Paulo Emílio Silva | Não houve                                         |
| Aberto de Fortaleza Fortaleza, Brasil De 4 a 7 de dezembro de 1997.              | BrasilZé Marco · Emanuel Rego                     | BrasilEduardo Garrido · Guilherme Marques         | ArgentinaMartín Conde · Eduardo Martínez                                                    | Estados UnidosCarl Henkel · Sinjin Smith          |

## Quadro de medalhas
| Ordem | País           | Medalha de ouro | Medalha de prata | Medalha de bronze | Total |
| ----- | -------------- | --------------- | ---------------- | ----------------- | ----- |
| 1.    | Brasil         | 15              | 11               | 12                | 38    |
| 2.    | Estados Unidos | 2               | 5                | 3                 | 10    |
| 3.    | Noruega        | 2               | 0                | 2                 | 4     |
| 4.    | Argentina      | 1               | 2                | 1                 | 4     |
| 5.    | Alemanha       | 0               | 2                | 0                 | 2     |
| 6.    | Austrália      | 0               | 0                | 2                 | 2     |
| 7.    | Canadá         | 0               | 0                | 2                 | 2     |